# Walter Tausk
Walter Tausk (ur. 16 kwietnia 1890 w Trzebnicy, zm. 29 listopada 1941 w Kownie) – niemiecki przedsiębiorca i pisarz, najbardziej znany z pamiętników pisanych we Wrocławiu w latach 1925–1940.

## Życiorys
Urodził się w żydowskiej rodzinie w Trzebnicy, maturę zdał w Jeleniej Górze. Przez jeden semestr uczęszczał do wrocławskiej Akademii Sztuki.
Brał udział w I wojnie światowej, za okazane bohaterstwo został odznaczony Żelaznym Krzyżem. Z zawodu dekorator wnętrz, był agentem firm meblowych, dekoratorskich i tekstylnych. Mieszkał we Wrocławiu. Został buddystą i publikował drobne utwory w buddyjskich czasopismach. W 1924 opublikował „Olaf Höris Tod Skizze zu einer Vollmondphantasie”.
Z powodu pochodzenia prześladowany w okresie III Rzeszy. 25 listopada 1941 wywieziony w transporcie do Kowna, gdzie zginął.

## Pamiętniki
W latach 1925–1940 pisał pamiętniki, które są kronikami życia żydowskiego. Opisuje w nich narastający antysemityzm i prześladowania, m.in. Noc Kryształową. Opisał m.in. zniszczenie Nowej Synagogi. Zachowanych 7 tomów pamiętników znajduje się w Bibliotece Uniwersytetu Wrocławskiego. Fragmenty ukazały się w 1973 w opracowaniu Ryszarda Kincla pod tytułem „Dżuma w mieście Breslau”. Wydanie niemieckie pod tytułem „Breslauer Tagebuch 1933–1940” ukazało się po raz pierwszy w 1975 i było wielokrotnie wznawiane.